# Nonetto (musica)
In musica, il nonetto è un complesso musicale di nove esecutori. Il termine indica anche una composizione musicale per tale organico. La partitura standard del nonetto è per un quintetto di fiati, un violino, una viola, un violoncello e un contrabbasso, anche se sono possibili altre combinazioni.

## Musica colta
Sebbene in precedenza fossero state scritte composizioni per nove strumenti, la prima opera a portare effettivamente il titolo fu il Grande nonetto in Fa maggiore, op. 31 di Louis Spohr, del 1813, per flauto, oboe, clarinetto, fagotto, corno, violino, viola, violoncello e contrabbasso. Il nonetto di Spohr ebbe un tale successo che la sua strumentazione divenne lo standard per emulazioni successive fino ai giorni nostri.